# Gary Coleman
Gary Wayne Coleman (8. februar 1968 – 28. maj 2010) var en amerikansk skuespiller, der var kendt for sin rolle som Arnold Jackson i Diff'rent Strokes. Senere i sin karriere medvirkede han i tv-serierne The Jeffersons og Good Times. Efter en succesrig start på skuespillerkarrieren som barn fik han senere store økonomiske problemer i voksenlivet.
Han har også optrådt i serier som The Ben Stiller Show, Rap fyr i L.A., The Wayans Bros., og The Simpsons.
Han kæmpede i mange år med en nyresygdom, der gjorde at han kun var 142 cm og døde den 28. maj 2010 af en hjerneblødning.